# فرودگاه راک اسپرینگز (سویت واترکانتی)
فرودگاه راک اسپرینگز (سویت واترکانتی)  (به انگلیسی: Rock Springs – Sweetwater County Airport) یک فرودگاه همگانی با کد یاتا RKS است که یک باند فرود آسفالت دارد و طول باند آن ۳۰۴۸ متر است. این فرودگاه در کشور ایالات متحده آمریکا قرار دارد و در ارتفاع ۲۰۶۰٫۴ متری از سطح دریا واقع شده است.